# Свідрук Мирон Іванович
Мирон Свідрук (9 березня 1928, м. Надвірна, Надвірнянський повіт, Станіславське воєводство, Друга Річ Посполита — 18 лютого 1952, Гвізд, Надвірнянський район, Станіславівська область, УРСР) — стрілець СБ Солотвинського районного проводу ОУН, лицар Срібного хреста бойової заслуги УПА 1 класу. Брат Марти Свідрук.

## Життєпис
Народився 9 березня 1928 року в Надвірній у родині Івана Свідрука та Анни Келеман. 
Пройшов вишкіл у групі особливого призначення в лісі поблизу с.Гвізд на Надвірнянщині. В 1944 р. вступає до лав УПА і стає охоронцем пропагандиста «Гомона». Брав участь у бойових операціях на теренах Станіславської, Львівської, Чернівецької областей.
Брав участь в операції із визволення з полону зв'язкової ОУН Анни Попович, за яку нагороджений Срібним Хрестом Заслуги 1 класу.
Загинув у бою із спецгрупою НКВС біля села Гвізд..
Похований в одній могилі разом із загиблою сестрою — близнючкою Мартою на старому цвинтарі, що знаходиться на вулиці Соборній у Надвірній.. Могила належить до пам'ятки історії та мистецтва Івано-Франківської області під номером 2079.

## Пам'ять
- 14 жовтня 2008 році була відкрита меморіальна дошка Марті та Мирону Свідрукам.

- 2012 року рішенням Надвірнянської міської ради Мирону і Марті Свідрукам присвоєно звання почесних громадян міста Надвірна і вручені грамоти, документи і медалі їхній рідній сестрі Емілії Андрійович (Свідрук)[5].